# アレックス・ウィルソン (カナダの陸上選手)
アレクサンダー・S・ウィルソン（Alexander "Alex" S. Wilson、1905年12月1日 - 1994年12月9日）は、カナダの陸上競技選手。400mと800mを得意とした選手であり、1928年アムステルダムオリンピックと、1932年ロサンゼルスオリンピックに出場。アムステルダム大会では、4×400mリレーのアンカーとしてカナダの銅メダル獲得に貢献。ロサンゼルス大会では、400mでアメリカのビル・カー、ベン・イーストマンに次いで銅メダル、800mでもイギリスのトーマス・ハンプソンに次いで銀メダルを獲得した。さらに、4×400mリレーにも出場し、2大会連続の銅メダルを獲得した。